# Hullaryds landskommun
Hullaryds landskommun var en tidigare kommun i Jönköpings län.

## Administrativ historik
Kommunen bildades som storkommun vid kommunreformen 1952 genom sammanläggning av tre tidigare kommuner: Haurida landskommun, Lommaryds landskommun och Vireda landskommun.
När Aneby landskommun (som 1971 ombildades till Aneby kommun) bildades år 1967 upplöstes Hullaryds kommun för att ingå i den nya enheten.
Kommunkoden var 0605.

### Kyrklig tillhörighet
I kyrkligt hänseende tillhörde kommunen församlingarna Haurida, Lommaryd och Vireda.

## Geografi
Hullaryds landskommun omfattade den 1 januari 1952 en areal av 224,93 km², varav 210,18 km² land. Efter nymätningar och arealberäkningar färdiga den 1 januari 1957 omfattade landskommunen den 1 november 1960 en areal av 225,53 km², varav 210,66 km² land.

### Tätorter i kommunen 1960
I Hullaryds landskommun fanns del av tätorten Aneby, som hade 25 invånare i kommunen den 1 november 1960. Tätortsgraden i kommunen var då 1,2 procent.

## Politik

### Mandatfördelning i valen 1950–1962
| 6 | 4 | 7 | 13 | 5 |

| 34 |

| 6 | 10 | 13 | 6 |

| 34 |

| 4 | 11 | 11 | 9 |

| 35 |

| 4 | 11 | 8 | 7 |

| 29 |